# Lisie Jamy (gmina)

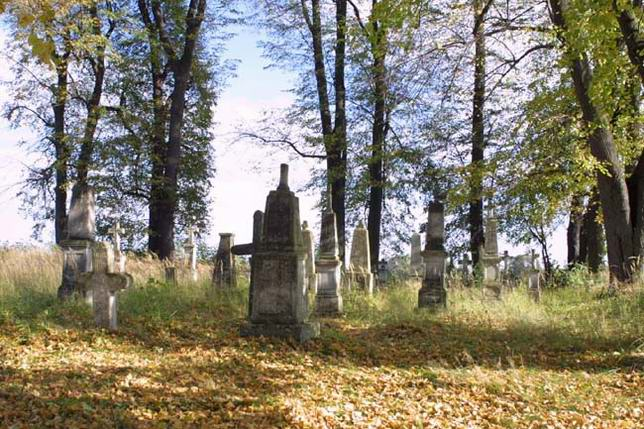
Cmentarz ewangelicki w Reichau

Lisie Jamy – dawna gmina wiejska istniejąca w latach 1934–1954 w woj. lwowskim i rzeszowskim (dzisiejsze woj. podkarpackie). Przed wojną siedzibą władz gminy były Lisie Jamy, a po wojnie miasto Lubaczów (odrębna gmina miejska).
Gmina zbiorowa Lisie Jamy została utworzona 1 sierpnia 1934 roku w powiecie lubaczowskim w woj. lwowskim z dotychczasowych jednostkowych gmin wiejskich: Basznia Dolna, Basznia Górna, Borowa Góra, Budomierz, Burgau (obecnie Karolówka), Hruszów, Krowica Hołodowska, Krowica Lasowa, Krowica Sama, Lisie Jamy, Młodów, Reichau (obecnie Podlesie), Sieniawka i Załuże.
Pod okupacją niemiecką w Polsce przejściowo zniesiona; obszar gminy Lisie Jamy należał do gmin Krowica i Lubaczów.
Po wojnie gmina znalazła się w powiecie lubaczowskim w nowo utworzonym woj. rzeszowskim (oprócz niewielkiej wschodniej części, która weszła w skład ZSRR). Według stanu z dnia 1 lipca 1952 roku gmina składała się z 14 gromad: Basznia Dolna, Basznia Górna, Borowa Góra, Budomierz, Karolówka, Krowica Hołodowska, Krowica Lasowa, Krowica Sama, Lisie Jamy, Młodów, Podlesie, Sieniawka, Tymce i Załuże. 
Gmina została zniesiona 29 września 1954 roku wraz z reformą wprowadzającą gromady w miejsce gmin. Jednostki nie przywrócono 1 stycznia 1973 roku po reaktywowaniu gmin.